# Eurovea
El Eurovea es un centro de negocios, comercial y residencial en Bratislava, Eslovaquia, situada cerca del puente de Apolo y la Torre 115. Eurovea conecta la orilla del río Danubio con el centro de la ciudad y ofrece muchas tiendas e instalaciones de ocio. El centro también incluye oficinas, viviendas y un hotel Sheraton. Casi dos tercios de la superficie de Eurovea están cubiertos por áreas verdes y públicas. El costo de construcción fue alrededor de € 13M. Pertenece a la ciudad. Se abrió al público el 26 de marzo de 2010.

## Galería

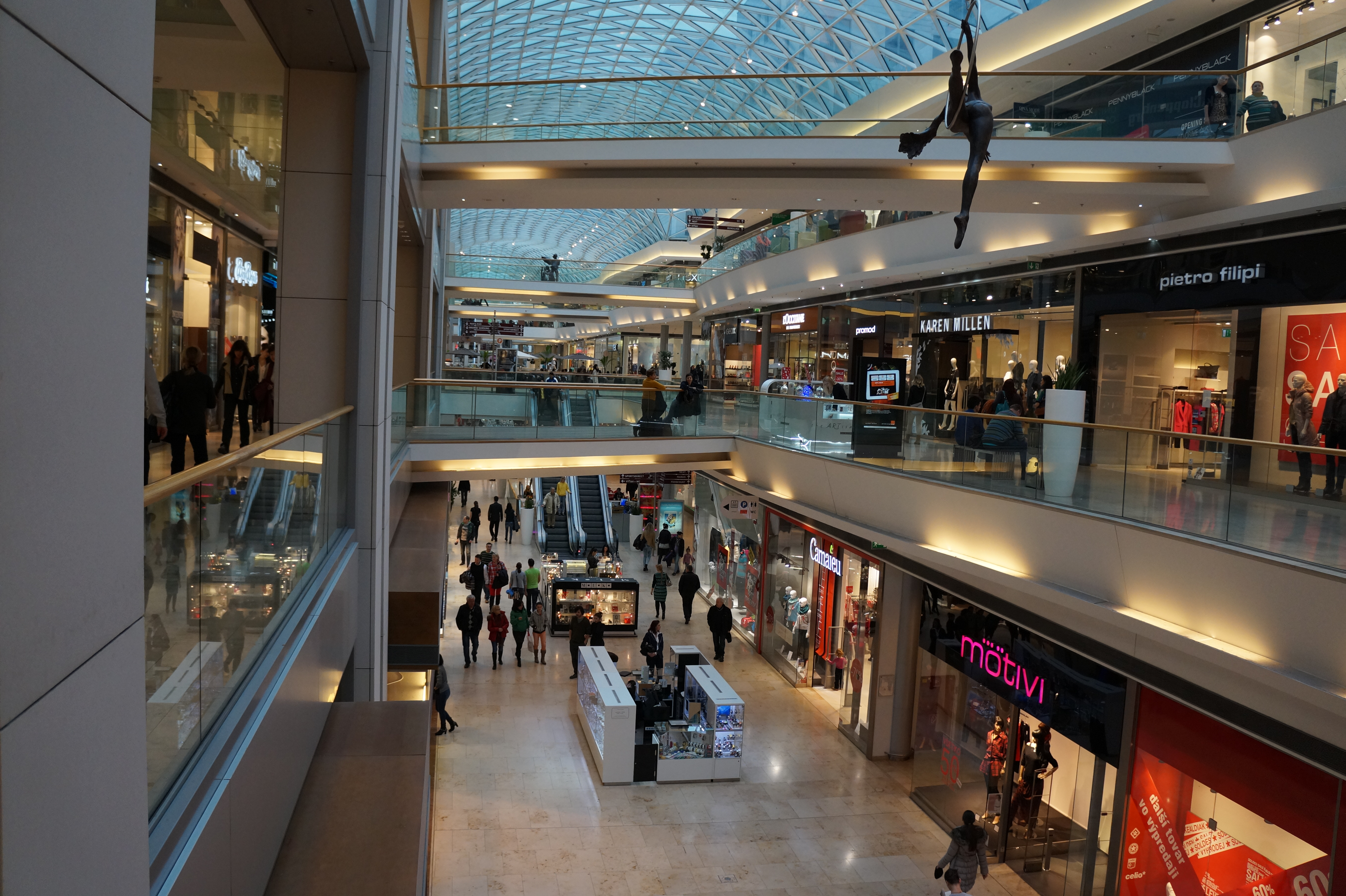
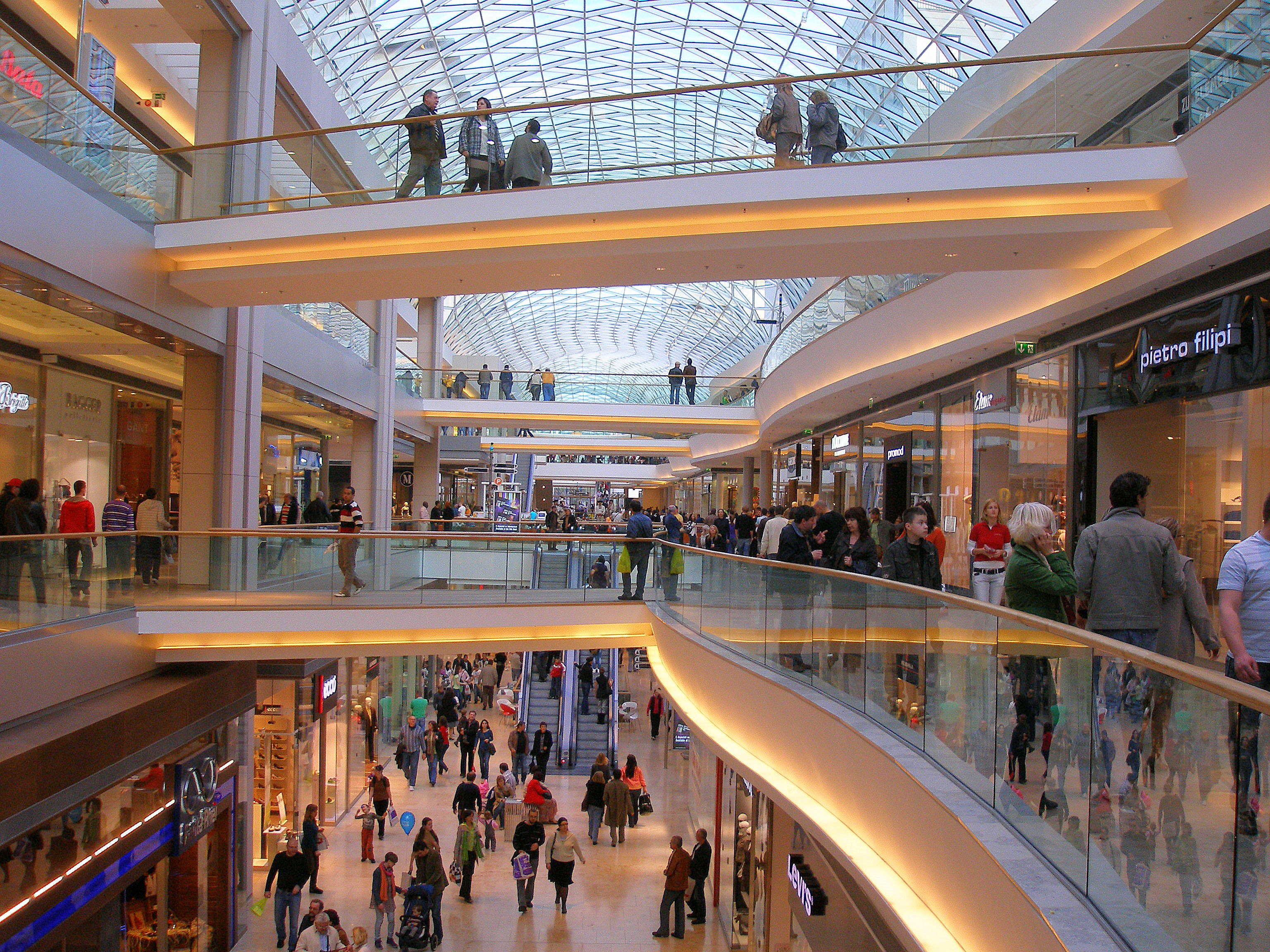
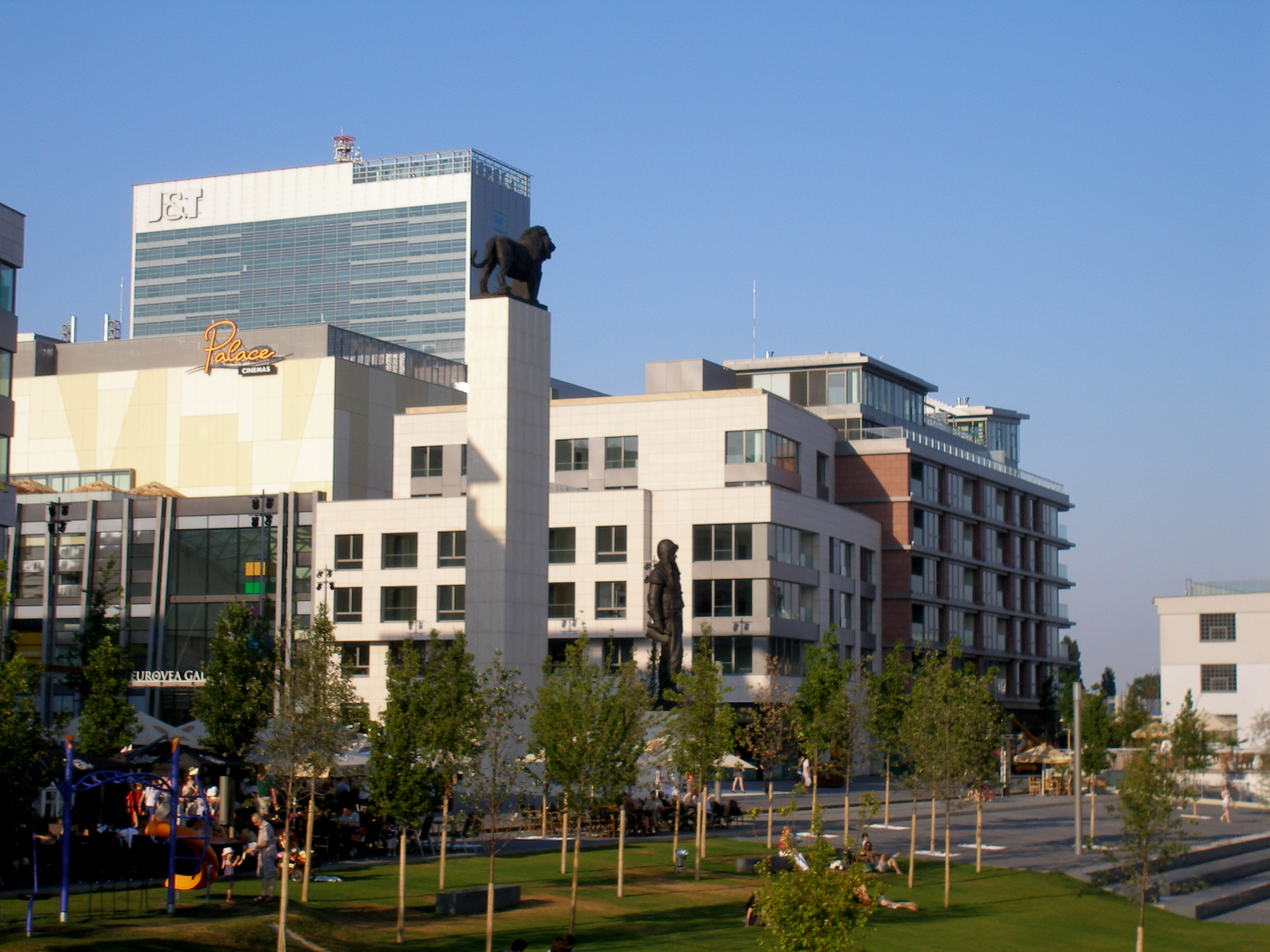
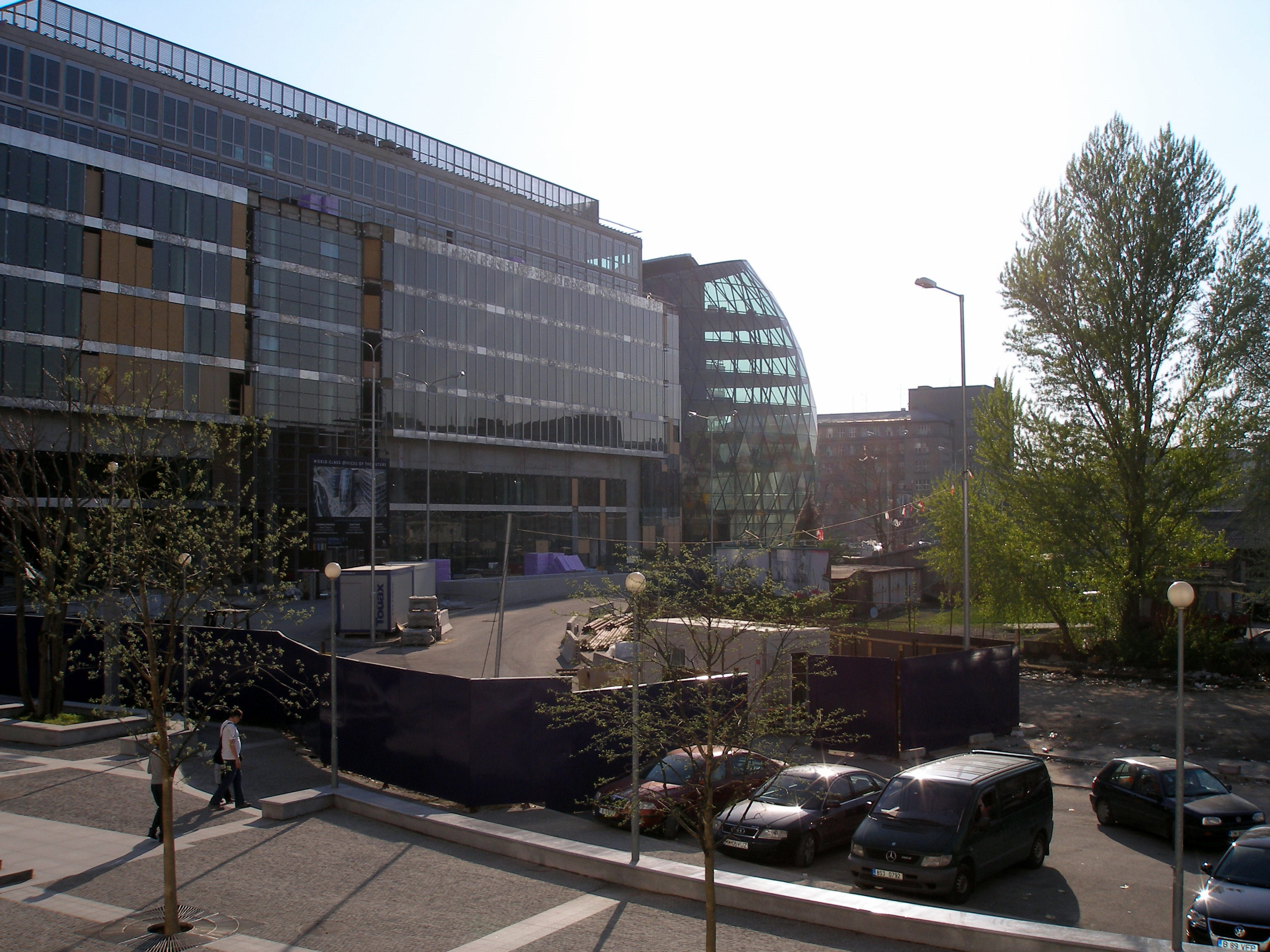
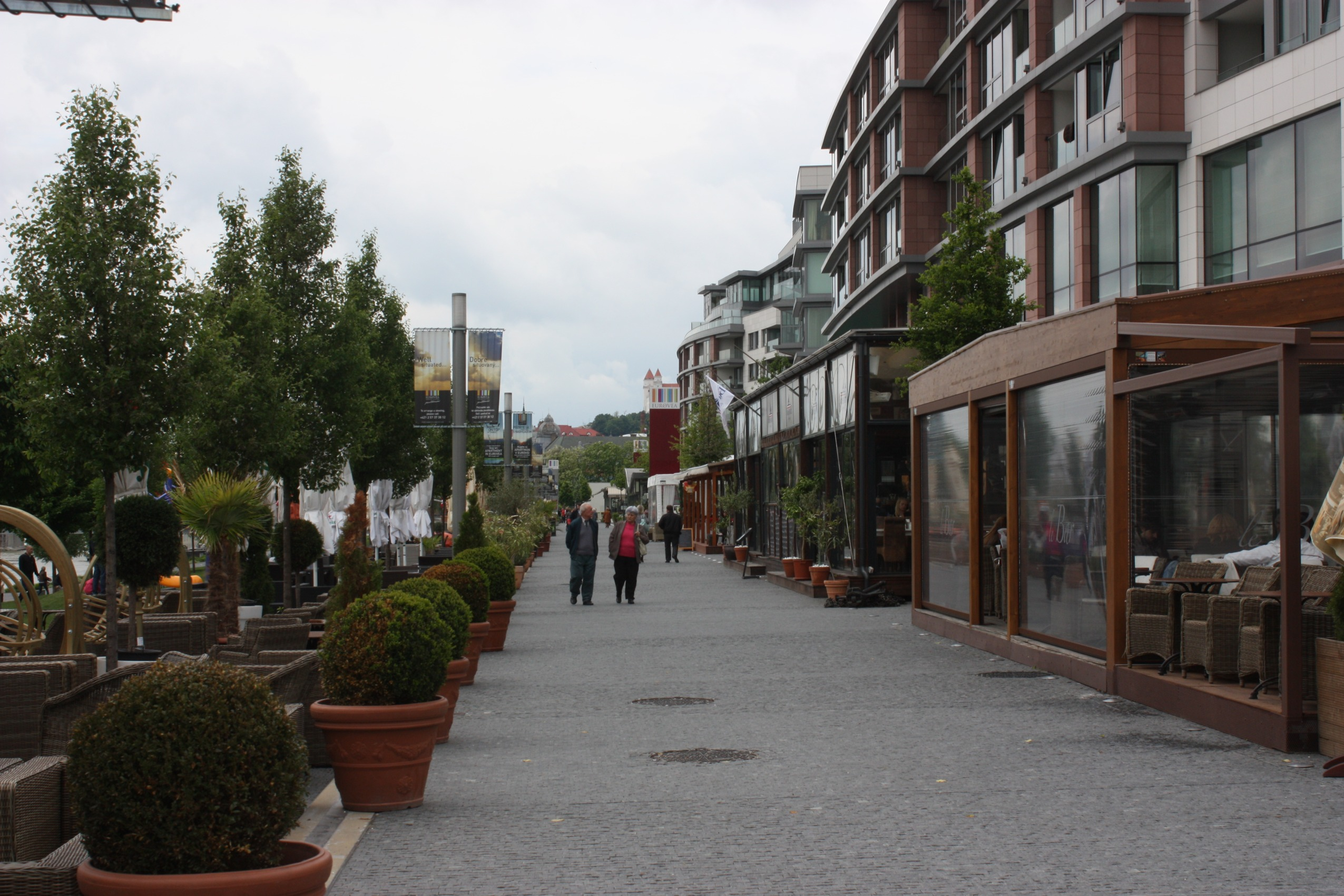
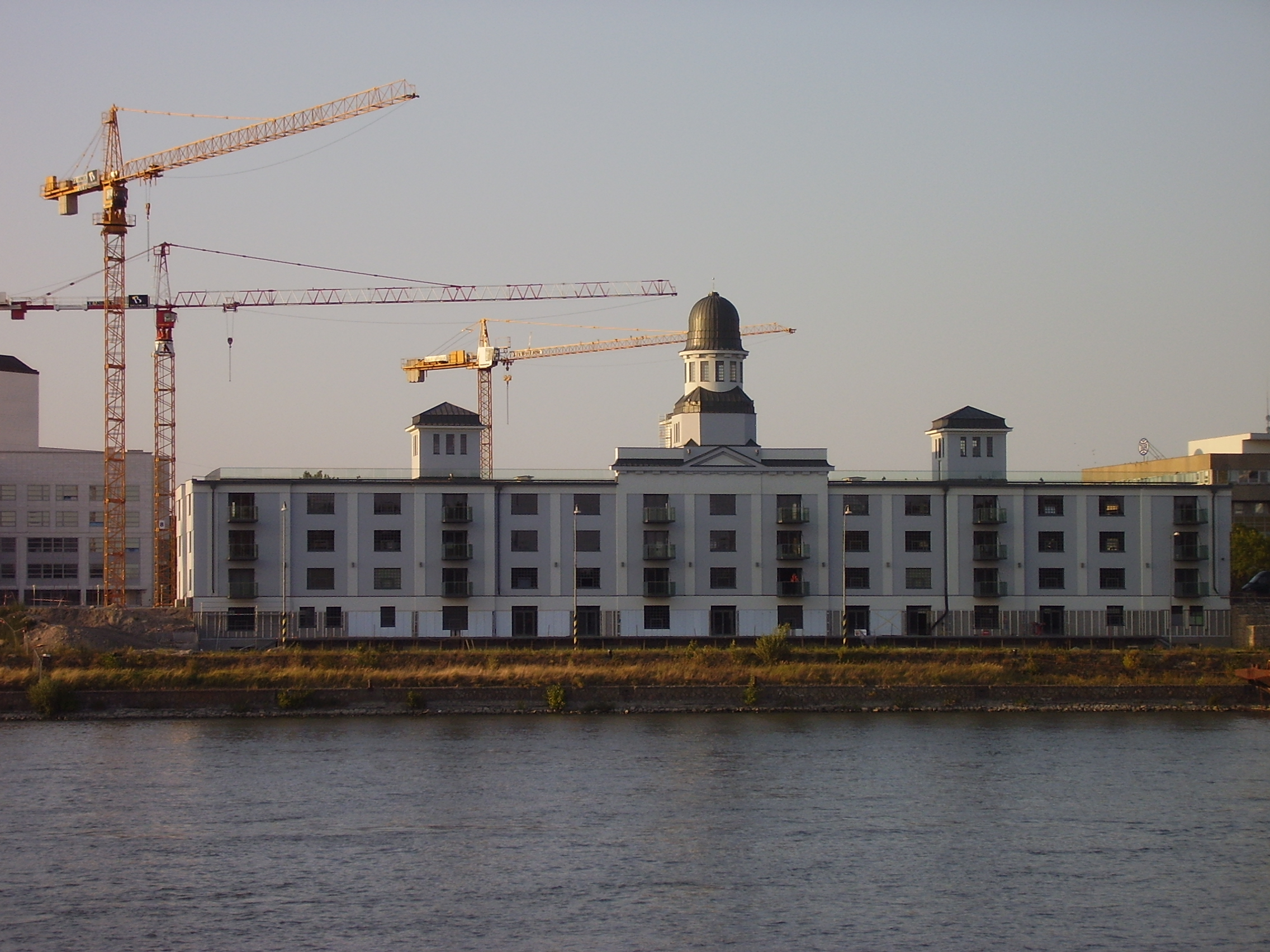